# Nangaritza (kanton)
Nangaritza – kanton w prowincji Zamora-Chinchipe, w Ekwadorze. Stolicą kantonu jest Guayzimi.